# Alexandra Rapaport
Alexandra Susanna Rapaport (Stoccolma, 26 dicembre 1971) è un'attrice e doppiatrice svedese.

## Biografia
Figlia di due ebrei aschenaziti polacchi, Ewa (1938-81), architetto, ed Edmund (1923-2020), rifugiato in Svezia durante la seconda guerra mondiale e divenuto in seguito alto dirigente dell'istituto svedese di statistica, Alexandra Rapaport crebbe a Bromma, quartiere nordoccidentale di Stoccolma.
La sua prima parte fu a 13 anni nel 1985 in una serie televisiva in patria, Det blåser på månen, tratta dal racconto per ragazzi Il vento sulla luna di Eric Linklater; debuttò cinematograficamente in Ellinors bröllop (Il matrimonio di Ellinor) di Henry Meyers nel 1996 durante la frequenza alla scuola superiore di teatro di Stoccolma, nella quale si diplomò l'anno successivo.
Nel 2002 entrò nella compagnia del teatro reale drammatico di Stoccolma, con cui esordì nella rappresentazione svedese di Boston Marriage di David Mamet.
Tra le parti di rilievo interpretate sul palcoscenico figurano quelle di Colombina nel Malato immaginario di Molière e Olivia nella Dodicesima notte di Shakespeare.
Oltre alle numerose produzioni interne, fu coinvolta in progetti internazionali: voce svedese di Marina nel film americano d'animazione Sinbad - La leggenda dei sette mari del 2003, fu anche nel danese Il sospetto di Thomas Vinterberg.
Dal 2010 fa parte del cast della fiction svedese Omicidi a Sandhamn in cui interpreta il ruolo del legale Nora Linde.

### Vita privata
Alexandra Rapaport ha due figli dal compagno Joakim Eliasson; è zia delle sorelle sciatrici Matilda (1986-2016) ed Helena Rapaport.

## Filmografia parziale

### Cinema
- Ellinors bröllop, regia di Henry Meyer (1996)
- Un sogno realizzato (Tsatsiki, morsan och polisen), regia di Ella Lemhagen (1999)
- Livvakterna, regia di Anders Nilsson (2001)
- Inga tårar, regia di Håkan Bjerking (2006)
- Persona non grata, regia di Mats Arehn (2008)
- Sommaren med Göran, regia di Staffan Lindberg (2009)
- Kronjuvelerna, regia di Ella Lemhagen (2011)
- En gång i Phuket, regia di Staffan Lindberg (2011)
- Il sospetto, regia di Thomas Vinterberg (2012)
- Lasse-Majas detektivbyrå – Stella Nostra, regia di Walter Söderlund (2015)

### Televisione
- Det blåser på månen ‒ serie TV (1985)
- Spegel, Spegel ‒ serie TV (1995)
- Nudlar och 08:or ‒ serie TV (1996)
- Jobbet och jag ‒ serie TV (1997)
- Herr von Hancken ‒ serie TV (2000)
- Känd från TV (2001)
- Talismanen ‒ serie TV (2003)
- Medicinmannen ‒ serie TV (2005)
- Kronprinsessan ‒ serie TV (2006)
- LasseMajas detektivbyrå ‒ serie TV (2006)
- Kodenavn Hunter ‒ serie TV (2007)
- Kungamordet ‒ serie TV (2008)
- Drottningoffret ‒ serie TV (2010-11)
- Omicidi a Sandhamn ‒ serie TV (2010-)
- The Team ‒ serie TV (2015-)

## Teatro
- Boston Marriage, di David Mamet (2002)
- Il malato immaginario , di Molière (2003)
- Pigmalione, di G.B. Shaw (2010)
- Le relazioni pericolose, di Choderlos de Laclos (2013)
- La dodicesima notte, di William Shakespeare (2015)
- Camerati, di August Strindberg (2015)

## Premi e riconoscimenti
Festival internazionale del cinema di Berlino
- 2000 ‒ Shooting Stars Award